# 테런스 켈리
테런스 켈리(Terence Kelly, 1922년 6월 12일 ~ )는 캐나다의 배우, 텔레비전 배우이다.
토론토에서 태어났다.

## 영화
- 윈도우 원더랜드 (2013년) - 맥 역
- 인 데어 스킨 (2012년) - 종업원 역
- 왕의 이름으로 (2007년)
- 캐치 앤 릴리즈 (2006년)
- 머메이드 체어 (2006년)
- 수퍼내추럴 시즌1 (2005년)
- 엑소시즘 오브 에밀리 로즈 (2005년)
- 워킹 톨 (2004년)
- 에이전트 코디 뱅크스 (2003년)
- 트릭시 (2000년)
- 카운트다운 1999 (1999년)
- 스페셜 게임 (1998년)
- 매드 헌터 (1998년)
- 미스터 마구 (1997년)
- 타이타닉 (1996년)
- 굿바이 마이 라이프 (1996년)
- 제3의 눈 (1995년)
- 미드나잇 테러 (1993년)
- 야망의 계절 (1989년)
- 21 점프 스트리트 (1987년)
- 스타 80 (1983년)
- 황금 물개의 전설 (1983년)
- 더 체인질링 (1980년)
- 어 맨, 어 우먼 앤 어 뱅크 (1979년)
- 맥케이브와 밀러 부인 (1971년)